# Giulio Parigi
Giulio Parigi (Firenze, 1571 – Firenze, 1635) è stato un architetto, matematico, incisore e scenografo italiano.
Era figlio di Alfonso Parigi il Vecchio. 

## Biografia
Allievo di Bernardo Buontalenti, fu sovrintendente del granduca per gli apparati delle feste. I suoi traguardi più importanti furono però come architetto di giardini, in particolare del Giardino di Boboli, che ampliò aggiungendo la seconda prospettiva del Viottolone, diventando celebre in tutta Europa. 
La sua attività si concentrò a Firenze: tra le opere più significative, oltre ai lavori a Palazzo Pitti (Grotticina del Vulcano, 1617), la risistemazione della villa di Poggio Imperiale (1620-1622), dell'Ospedale dei Mendicanti (1621), della chiesa di San Felice in Piazza (1634-1635) e la progettazione del Palazzo della Crocetta per Maria Maddalena de' Medici. Suo è anche lo scalone di Palazzo Gianni-Lucchesini-Vegni (1624). Tra il 1599 e il 1600 affrescò il soffitto dello Stanzino delle Matematiche nella Galleria degli Uffizi, dove il granduca Ferdinando I de' Medici (1549-1609) aveva allestito la raccolta di strumenti scientifici iniziata dal padre Cosimo I (1519-1574). 
Diresse anche la costruzione della Loggia del Grano a Firenze (1619).
Suo figlio Alfonso ne seguì le orme e collaborò spesso con il padre ereditandone gli incarichi dopo la sua morte.